# フトボナガボソウ
フトボナガボソウ（太穂長穂草、学名：Stachytarpheta jamaicensis）はクマツヅラ科ナガボソウ属の多年生草本。

## 特徴
高さ1 mほど。茎は基部でよく分枝して低木状となる。葉身は鈍鋸歯縁、体は伏すか直立。葉面は平滑で葉脈の皺は目立たない。花は淡紫色または濃紫色、径7 mmほど。

## 分布と生育環境
熱帯アメリカ原産で、世界の熱帯域に広く帰化。沖縄県へは第二次世界大戦後に帰化したとされる。畑地や林縁、道端、撹乱地帯に生育する。乾いた所からやや湿った所まで土壌適応性が大きい。容易に種子繁殖し、生育も早く群生し、放置すると害が大きい。日本国内で生物多様性保全上重要な小笠原諸島や南西諸島で問題化しつつある。
フトボナガボソウを含むナガボソウ属 Stachytarpheta spp.は、環境省と農林水産省が作成した「我が国の生態系に及ぼすおそれのある外来種リスト」において、小笠原諸島および南西諸島に定着し、生態系被害のうち競合または改変の影響が大きく、かつ分布拡大・拡散の可能性も高いことを選定理由として「総合対策外来種」のうち「その他の総合対策外来種」へ掲載されている。

## ギャラリー
2024年11月 名古屋市 東山動植物園
- 花
- 植栽

沖縄県石垣市内にて撮影
- 畑地に生育
- アスファルトの隙間に生育